# Pannolino

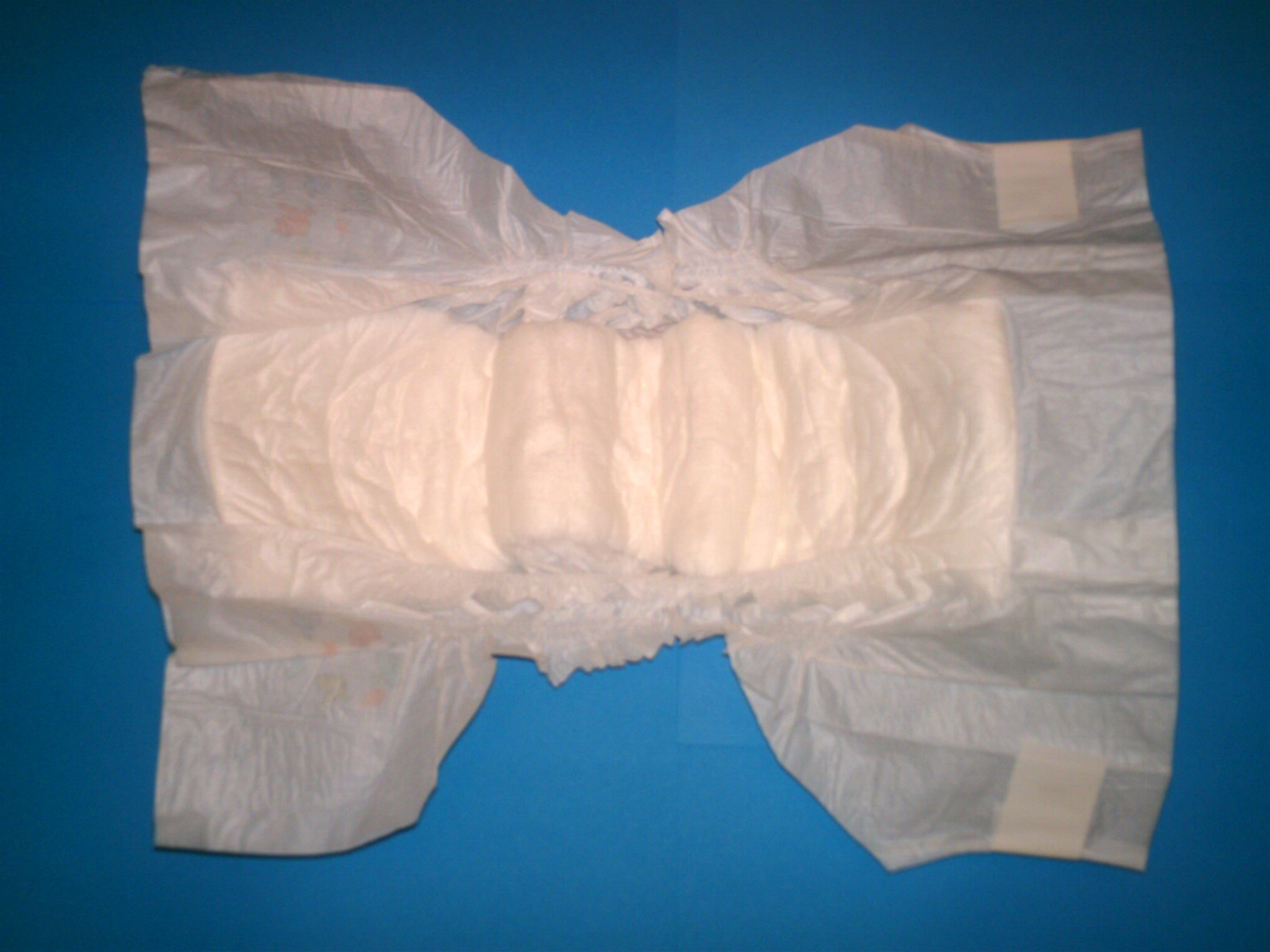
Pannolino usa e getta per bambini.

Il pannolino è un indumento intimo con proprietà assorbenti, fatto indossare ai neonati e ai bambini, dalla nascita fino a circa l'età di due anni, in quanto non sono in grado di controllare le loro necessità fisiologiche intestinali e urinarie, oppure che non sono in grado di recarsi in bagno quando questa necessità si presenta.

## Uso
Lo scopo del pannolino è di contenere le urine e le feci, permettendo di mantenere l'abbigliamento sovrastante pulito e comodo anche per diverse ore dopo l'evacuazione.
Quando un pannolino usato esaurisce la sua capacità contenitiva, necessita di essere sostituito. Questo processo di solito è svolto da una seconda persona, come un genitore o una balia. 
In età adulta le stesse funzioni del pannolino sono svolte dal pannolone, soprattutto da persone anziane non autosufficienti con problemi di incontinenza. e ci sono Anche i pannolini per ragazzi e adulti, con Disabilità per l'incontenenza fecale e urinale.

### Salute
L'eritema da pannolino è il risultato della non regolare sostituzione del pannolino stesso.

## Nel passato
Prima dell'invenzione dei pannolini in cellulosa venivano realizzati in tessuto di cotone, nel Medioevo erano delle lunghe strisce di lino che venivano applicate nella zona interessata e avvolte intorno al bacino, poiché le donne non usavano biancheria intima, di qui il nome "panno-lino". Avevano forme e stoffe differenti, venivano mantenuti chiusi con la spilla da balia. I ciripà erano in maglina a costine con due lacci per legarli, i triangoli in tela con rinforzo in spugna, pezze quadrate o rettangolari in flanella, le fasce il modo più antico di assolvere al compito di assorbire-contenere, usato nelle località rurali fino agli anni 1960.
L'inventore fu presumibilmente il francese Elia Nannelouis.

## Pannolini lavabili
Recentemente sono stati reintrodotti pannolini di cotone o comunque in tessuto, lavabile e riutilizzabile, al posto dei più diffusi pannolini "usa e getta" in cellulosa e fibre sintetiche, il cui utilizzo è esploso negli anni settanta del secolo scorso. L'uso dei pannolini lavabili mirerebbe a ridurre la produzione di rifiuti legati ai pannolini, difficili da smaltire e largamente consumati, che comporta per la famiglia una spesa piuttosto alta, superiore, affermano i sostenitori del pannolino lavabile, al costo di un set completo di pannolini riutilizzabili.
Esistono diverse tipologie: alcuni sono composti da una parte interna assorbente, alla quale va sovrapposta una mutandina impermeabile, mentre in altri la parte interna assorbente e quella esterna impermeabile sono cucite insieme, formando un solo pezzo; in alternativa ci sono versioni in cui a uno strato esterno in poliuretano laminato (PUL) è cucita una parte interna in pile, e sono dotati di una tasca nella quale si inseriscono uno o più inserti assorbenti, a seconda delle necessità di assorbenza.
I tessuti di cui sono composti possono essere naturali o sintetici: i primi più adatti a pelle sensibili e meno suscettibili a reazioni allergiche, i secondi più drenanti.
Esistono inoltre veli raccogli feci, foglietti piuttosto spessi generalmente di cellulosa che possono essere usati con tutte e tre le tipologie e con ogni tipo di tessuto.